# Vesterbrunn

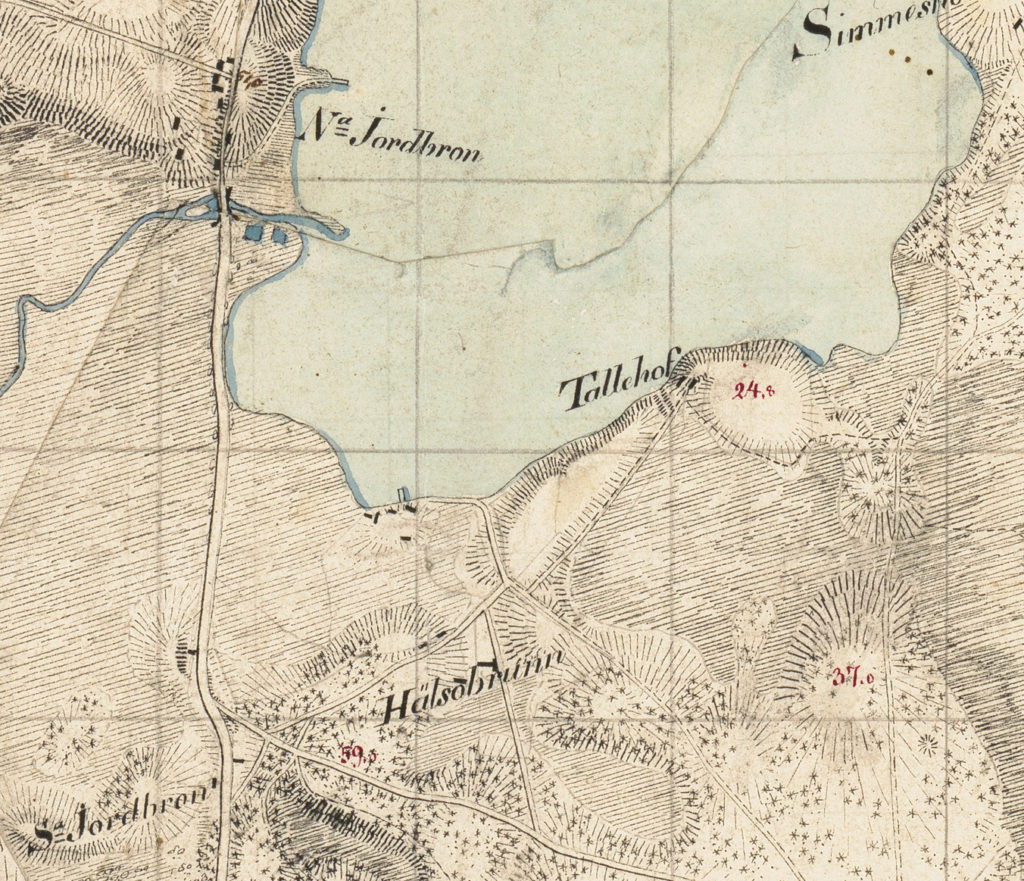
Detalj från en militär rekognoseringskarta från 1821

Vesterbrunn var en hälsobrunn vid södra sidan av Munksjön på Strömsbergs säteris mark i Ljungarums församling utanför Jönköping. Den var den ena av två hälsobrunnar vid Jönköping, som var lokalt populära under 1700-och 1800-talen och några decennier in på 1900-talet. Den andra var Österbrunn som låg ett fåtal kilometer sydost om staden vid vägen mot Västra Jära och Tenhult. 
Provinsialläkaren Jacob Sjöberg (död 1734) kom till Jönköping 1708 och var den som först propagerade för källan. I början av 1730-talet skrev Sjöberg en rapport till Collegium Medicum, där han beskrev surbrunnens diverse läkande effekter. Brunnen kallades då Lindedahl eller Lindahl. Platsen utvecklades till ett rekreation- och nöjescentrum med folklig prägel, där brunn dracks ända in på det tidiga 1900-talet. Vesterbrunn var tillgängligt med ångslup till bryggan vid dagsverkstorpet Tallhov i närheten, med hästomnibus från västra sidan av Munksjön och till fots på spångade leder på Munksjöns östra sida.  
Västerbrunn hade från 1858 en stor brunnssalong, flera mindre byggnader, kägelbana och ett antal gungor. Brunnssalongen var en tvåvåningsbyggnad med två stora rum i nedervåningen och ett par bostadsrum i övervåningen. Brunnssalongen hade också en veranda. Den revs först 1963, då Kämpevägen breddades.
På 1930-talet anlades Ulricehamnsbanan, och Västerbrunn blev då också hållplats vid denna. Banvaktarstuga blev en tidigare vaktmästarbostad till hälsobrunnen. 
Namnet har på 2000-talet tagits upp i Restaurang Vesterbrunn på Skeppsbron, omkring 350 meter från det ursprungliga brunnshuset.